# Turdus jamaicensis
Turdus jamaicensis là một loài chim trong họ Turdidae.